# Montecristo (telenovela mexicana)
Montecristo es una telenovela mexicana realizada por TV Azteca en colaboración con Telefe Internacional producida por Rita Fusaro Esta fue la última telenovela de Silvia Navarro para TV Azteca antes de ir a Televisa.        Se basa en una adaptación de la telenovela homónima argentina siendo la tercera historia en adaptarse en telenovela de la obra El conde de Montecristo del escritor francés Alexandre Dumas basado en un hecho real que encontró en las memorias de un hombre llamado Jacques Peuchet.
Protagonizada por Silvia Navarro y Diego Olivera, en su presentación en México, con las participaciones antagónicas de Omar Germenos, Lisset y el primer actor Fernando Luján y las actuaciones estelares de María Renée Prudencio, Víctor Hugo Martín, las primeras actrices Margarita Sanz, Julieta Egurrola y el niño Carlos Hays. 
La canción es interpretada por David Bolzoni con el tema "Yo soy aquel", usado también en las versiones argentina, chilena y colombiana, el intérprete original del tema es el cantante español de baladas Raphael.
Las grabaciones se iniciaron el 30 de septiembre de 2005, y finalizaron el 12 de octubre de 2006. Su estreno fue el 14 de agosto de 2006, y finalizó el 27 de abril de 2007 a las 10:30 de la noche.

## Sinopsis
Santiago Díaz Herrera y Marcos Lombardo son muy buenos amigos, Marcos le presenta a Santiago a Laura, que creció con Leandro y Helena quienes le hicieron creer que eran sus tíos, pero la realidad es que Leandro la robó y le hizo creer a Helena que la habían abandonado. Laura y Santiago se enamoran y Marcos enfurece ya que él siempre había estado enamorado de ella. Santiago y Marcos tienen que ir a Marruecos a una competencia de esgrima, pero antes de partir se enteran de que el padre de Marcos, Alberto, está involucrado en el tráfico de bebés y que Horacio Díaz Herrera, el padre de Santiago, está investigando este caso. 
Ya en Marruecos Santiago y Marcos son asaltados, orden dada por Alberto para que maten a Santiago mientras que en México manda matar a Horacio, Marcos regresa y le dice a Laura que Santiago murió, ella intenta suicidarse pero no lo logra y descubre que está embarazada, Marcos le propone casarse con ella para darle al bebé una familia, ella acepta y después de 10 años son infelices pues ella sigue amando a Santiago y Marcos quiere que sea su mujer.
Mientras tanto, en Marruecos, Santiago es rescatado por Victoria, una doctora que está en busca de su hermana(o) que robaron recién nacido.
Santiago cobra una herencia que le dejó un compañero de celda y regresa a México junto con Victoria y planea vengarse de los que lo encerraron por diez años en Marruecos y mataron a su padre. Cree que Laura es una traidora pues se casó con Marcos enseguida de su supuesta muerte. Después de reencontrarse con Laura y enterarse de que Matías es su hijo, Laura y Santiago lucharán por estar juntos y formar la familia que siempre desearon, aunque para alcanzarlo, tienen que pasar por muchas situaciones que pondrán a prueba su amor.

## Elenco
- Silvia Navarro - Laura Ledezma/Laura Saenz
- Diego Olivera - Santiago Díaz Herrera
- Omar Germenos - Marcos Lombardo Montserrat
- Fernando Luján - Alberto Lombardo Gutiérrez
- María Renée Prudencio - Victoria Saenz
- José Alonso - Horacio Díaz Herrera Guzmán
- Julieta Egurrola - Sara Calleja
- Margarita Sanz - Leticia Montserrat De Lombardo
- Luis Felipe Tovar - Ramón
- Álvaro Guerrero - Leandro García
- Leticia Huijara - Dolores "Lola" Carreño
- Pedro Sicard - Luciano Manzur
- Carmen Delgado - Helena Ledezma de García
- Sophie Alexander - Mariana
- Tania Arredondo - Milena Salcedo
- Francisco Balzeta - Detective
- Sebastián Ferrat - Camilo
- Mishelle Garfías - Natalia
- Carlos Hays - Matías Lombardo Ledezma / Matías Díaz Herrera Ledezma
- Víctor Hugo Martín - León Rocamora
- Raúl Ortíz - Doctor
- María Fernanda Quiroz - Érika García
- Manuel Sevilla - Patricio Tamargo
- René Gatica - Padre Pedro
- Lisset - Diana/Lorena
- Sergio de Bustamante - Andrés
- Erika de la Rosa - Valentina Lombardo Montserrat
- Lola Merino - Lisi Savoy
- Enrique Muñoz - Clementi
- Ana Karina Guevara - Ana Medina
- Julia Urbini - Camila  Lombardo Riverol
- Rodolfo Almada - Jaime
- Hernán Mendoza - Ricardo
- Fernando Sarfatti - Juan
- Elvira Trejo -Ada
- Edna Necoechea
- Carmen Madrid - Mercedes Cortés
- Miri Higareda